# مارينا شامايكو
مارينا شامايكو مواليد 3 أغسطس 1987، هي لاعبة كرة مضرب روسية بدأت مسيرتها كمحترفة سنة 2003 وتحتل حالياً المرتبة رقم. 425 (12 يناير 2015) في تصنيف رابطة محترفات كرة المضرب. أعلى تصنيف لها في الفردي كان المركز الـ 317 في سنة 2013. أعلى تصنيف لها في الزوجي كان المركز الـ 197 في سنة 2008.

## روابط خارجية
- مارينا شامايكو على موقع رابطة محترفات التنس (الإنجليزية)
- مارينا شامايكو على موقع الاتحاد الدولي لكرة المضرب (الإنجليزية)
- مارينا شامايكو على موقع خلاصة التنس.كوم (الإنجليزية)